# Schauenthal
Schauenthal (seltener auch: Schauental, dänisch: Skovdal) ist ein Glücksburger Ort am östlichen Ortsrand der Stadt Glücksburg.

## Lage
Das Talgebiet liegt am nördlichen Waldesrand vom Friedeholz nach Bockholm hin. Südlich, oberhalb des Tales, liegt der Bremsberg. Der am Friedeholz liegende Parkplatz für Waldbesucher (Lage) wird „Parkplatz Schauenthal“ genannt.

## Hintergrund

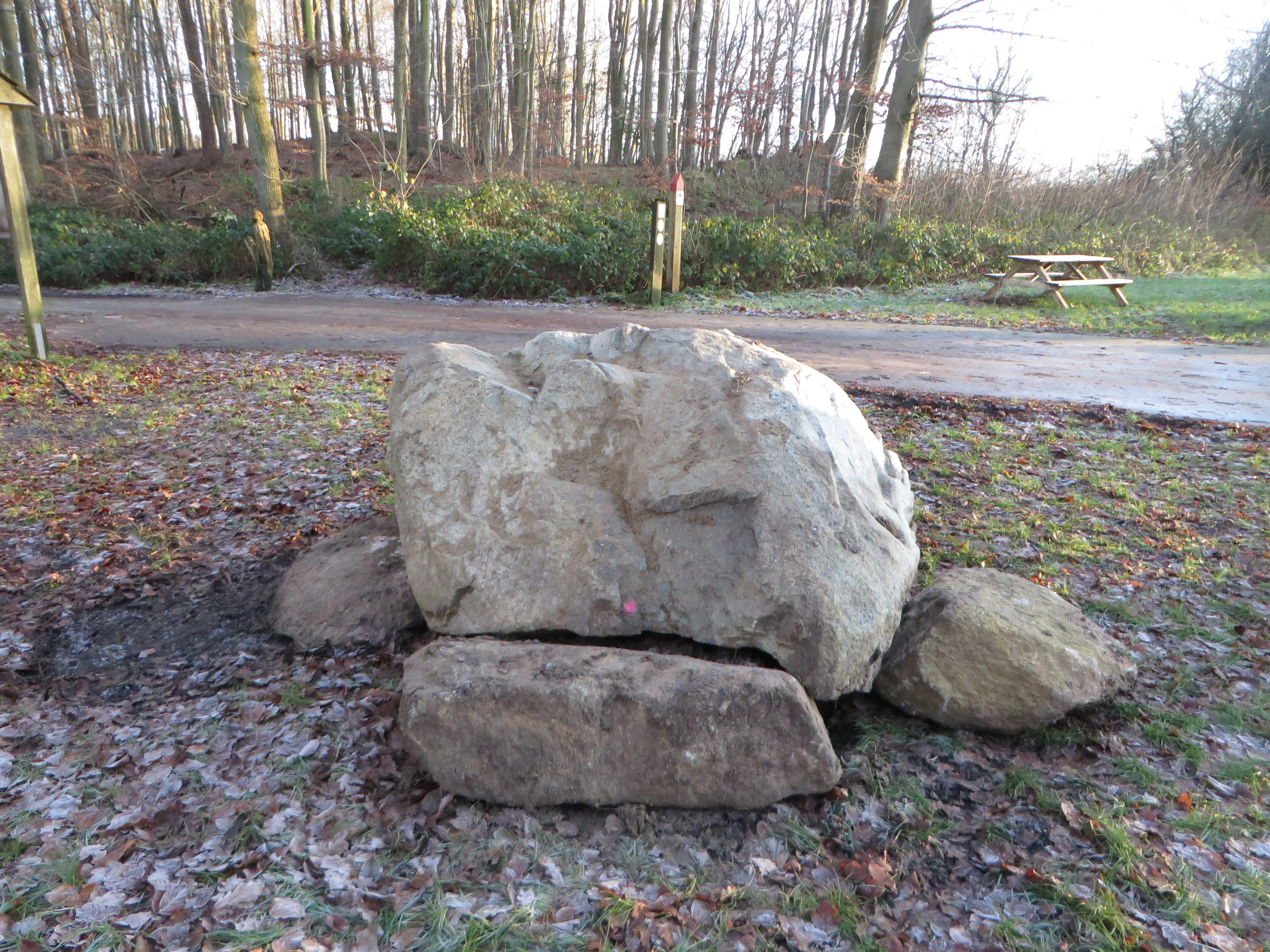
Der Deckstein vom angrenzenden Bremsberg, der beim Parkplatz Schauenthal aufgestellt wurde.

Das dänische Wort skov bedeutet „Wald“ (vgl. Schausende). Der Name Schauenthal bezeichnet also im Gebiet im Wesentlichen das dortige Waldtal. Der Ortsname leitet sich also nicht vom „Schauern“, auf Grund von Grauen, ab, wie man vermuten könnte. Dennoch liegt am Waldrand beim Tal ein Moor namens Spökmoos (also hochdeutsch: „Spuk-Moor“) (Lage), von dem es in der Gegend heißt „dor löpt de schwatte Pudel um Mitternacht ohne Kopp“ (beziehungsweise aus dem Niederdeutschen übersetzt: „da läuft der schwarze Pudel um Mitternacht ohne Kopf“).
Mitte des 19. Jahrhunderts befand sich beim Gebiet Schauenthal offenbar lediglich ein Gebäude, das ebenfalls Schauenthal genannt wurde. Auf der Karte der Preußischen Landesaufnahme von 1879 war Schauenthal schon verzeichnet. 1894 wurden die Bockholmer Wohnplätze des Schauenthals an Glücksburg ausgegliedert. Im Laufe der Zeit wuchs die Bebauung Glücksburgs an der Holnisstraße immer weiter ans Schauenthal heran. 1974 erhielt die Straße Jägerberg, welche vom Schauenthal nach Bockholm führt, offiziell ihren Namen. Am Hang des Schauenthals befindet sich heute ein großer Spielplatz (Lage). Ein alter Deckstein eines Dolmengrabes, der im Zuge von Bauarbeiten 2017 auf dem nahgelegenen Bremsberg geborgen wurde, wurde 2018 als Anschauungsobjekt des Dolmenpfades am Eingang Schauenthal des Waldes Friedeholz aufgestellt (Lage).